# 渡辺敬生
渡辺 敬生（渡邊、渡邉、わたなべ たかなり、1850年（嘉永3年9月） - 1909年（明治42年）4月11日）は、日本の政治家、衆議院議員（1期）。

## 経歴
肥後国上益城郡(現・熊本県上益城郡甲佐町)生まれ。皇漢学を修める。酒造業を営み、上益城郡会議員、同副議長、同参事会員、同議長、熊本県会議員となる。また、肥後農工銀行取締役、益城銀行頭取、熊本県酒造組合連合会総理、熊本県酒造組合長を務めた。
1894年3月の第3回衆議院議員総選挙において熊本4区から国民協会所属で立候補して当選した。同年9月の第4回衆議院議員総選挙は不出馬。衆議院議員を1期務め、1909年に死去した。

## 親族
- 弟 渡辺敬昌（衆議院議員）[4]